# 陽気な女
『陽気な女』（ようきなおんな）は1946年2月14日に公開された日本映画。製作、配給は東宝。モノクロ、スタンダード。

## スタッフ
- 監督：佐伯清
- 製作：田中友幸
- 脚本：山形雄策
- 音楽：服部正
- 撮影：中井朝一
- 美術：平川透徹
- 録音：藤好昌生
- 照明：平田光治

## キャスト
- 野村恒子：轟夕起子
- 新井陽子：高峰秀子
- 松本民雄：灰田勝彦
- 中島毅：岸井明
- 平沼四郎：清川荘司
- 平沼ひさ子：三條利喜江
- 平沼英吉：水谷史郎
- 黒田正道：菅井一郎
- 富永忠治：鳥羽陽之助
- 内山みち子：河野糸子
- 阿部操：堤真佐子